# Galugah (Verwaltungsbezirk)
Galugah (persisch شهرستان گلوگاه) ist ein Schahrestan in der Provinz Mazandaran im Iran. Er enthält die Stadt Galugah, welche die Hauptstadt des Verwaltungsbezirks ist. Der Verwaltungsbezirk liegt am Kaspischen Meer.

## Kreise
Der Verwaltungsbezirk gliedert sich in folgende Kreise:
- Zentral (بخش مرکزی)
- Kolbad (بخش کلباد)

## Demografie
Bei der Volkszählung 2016 betrug die Einwohnerzahl des Schahrestan 40.078. Die Alphabetisierung lag bei 85 Prozent der Bevölkerung. Knapp 53 Prozent der Bevölkerung lebten in urbanen Regionen.
| Zensusjahr | Einwohnerzahl |
| ---------- | ------------- |
| 2011       | 38.847        |
| 2016       | 40.078        |